# Wepwawemsaf Sekhemreneferkhaw
Sekhemraneferkhau Wepwawetemsaf fou un faraó egipci durant el segon període intermedi. Segons els egiptòlegs Kim Ryholt i Darell Baker, fou un rei de la dinastia d'Abidos, tot i que deixen la seva posició dins d'aquesta dinastia indeterminada. Alternativament, l'egiptòleg Jürgen von Beckerath veu Wepwawetemsaf com a rei tardà de la dinastia XIII, i Marcel Marée proposa que era un rei tardà de la dinastia XVI.

## Testimoniatges
L'únic testimoniatge contemporani del regnat de Wepwawetemsaf és una estela calcària "de qualitat excepcionalment crua" descoberta a Abidos i en l'actualitat al Museu Britànic (EA 969). L'estela mostra el rei davant el déu Wepwawet, senyor d'Abidos i es descriu generalment com de mà d'obra deficient. L'estela va ser produïda per un taller que funcionava a Abidos. Altres esteles produïdes per aquest taller pertanyen al rei Rehotep i al rei Pantjeny. Per tant, l'egiptòleg Marcel Marée conclou que aquests tres reis van regnar bastant a prop en el temps. Ell creu que l'estela de Pantjeny va ser feta per un artista diferent, mentre que les esteles de Rahotep i Wepwawetemsaf van ser tallades per la mateixa persona. Argumenta que Wepwawetemsaf va regnar immediatament després del rei Rehotep. L'egiptòleg no assigna reis individuals a dinasties específiques, però arriba a la conclusió que aquests reis pertanyen al final de la dinastia XVI o molt al principi de la dinastia XVII.
Un altre possible testimoniatge d'aquest rei és un grafit descobert a la tomba núm. 2, a Beni Hassan, al voltant de 250 km al nord d'Abidos, a l'Egipte mitjà. El grafit s'ha llegit temptativament per von Beckerath com a "Sekhemreneferkhau", però això continua sent incert, ja que en l'actualitat l'original s'ha perdut.

## Dinastia

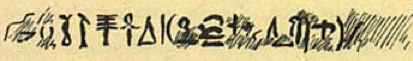
Grafit de Beni Hassan, possiblement atribuïble a Wepwawetemsaf

En el seu estudi del segon període intermedi, Kim Ryholt elabora sobre la idea originalment proposada per Detlef Franke que, després del col·lapse de la dinastia XIII, amb la conquesta de Memfis pels hicsos, un regne independent centrat a Abidos va sorgir a l'Egipte mitjà. La dinastia d'Abidos designaria, així, un grup de reietons locals que regnaren durant un curt temps al centre d'Egipte. Ryholt assenyala que Wepwawetemsaf només es testifica en el centre d'Egipte i que el seu nom comprèn la teofòrica referència al déu d'Abidos Wepwawet. Per tant, conclou que Wepwawetemsaf, molt probablement, va governar des d'Abidos i pertany a la dinastia d'Abidos. Aquesta conclusió és compartida per Darell Baker, però no per von Beckerath, que situa Wepwawetemsaf al final de la dinastia XIII.
L'egiptòleg Marcel Marée també rebutja la hipòtesi de Ryholt i, en canvi, sosté que Wepwawetemsaf és un rei de la dinastia XVI. De fet, Marée assenyala que el taller que va produir l'estela de Wepwawetemsaf també és responsable de la producció de les esteles de Pantjeny i Rehotep, aquest últim amb més freqüència assignat al començament de la dinastia XVII. Marée, per tant, conclou que Rehotep, Pantjeny i Wepwawetemsaf regnaren bastant a prop en el temps. Aquest raonament també s'oposa a l'existència d'una dinastia d'Abidos c. 1650 aC.